# Bayadera melanopteryx
Bayadera melanopteryx е вид водно конче от семейство Euphaeidae. Видът не е застрашен от изчезване.

## Разпространение
Разпространен е във Виетнам и Китай (Анхуей, Гуандун, Гуанси, Гуейджоу, Джъдзян, Съчуан, Фудзиен, Хубей, Хунан и Хънан).